# Eriocaulon satakeanum
Eriocaulon satakeanum là một loài thực vật có hoa trong họ Eriocaulaceae. Loài này được Tatew. & K.Itô mô tả khoa học đầu tiên năm 1965.